# Тишківська волость (Єлисаветградський повіт)
Тишківська волость — історична адміністративно-територіальна одиниця Єлисаветградського повіту Херсонської губернії із центром у селі Тишківка.
Утворена наприкінці 1880-х років перетворенням Серезліївської та частини Новоархангельської волості.
За даними 1894 року у волості налічувалось 28 поселень, 2502 дворових господарства, населення становило 14 249 осіб.